# 1786 у літературі

## Книги
- «Ватек» — готичний роман Вільяма Бекфорда.

### П'єси
- «Святий Олексій» — агіографічна драма Тітуша Брезовачкі.
- «Іфігенія в Тавриді» — трагедія Йоганна Вольфганга Гете (третя редакція, віршована версія).

### Поезія
- «Вірші, переважно на шотландському діалекті» (англ. «Poems, Chiefly in the Scottish Dialect») — поетична збірка Роберта Бернза.

## Народились
- 24 лютого — Вільгельм Грімм, німецький філолог, фольклорист.
- 20 червня — Марселіна Деборд-Вальмор, французька поетеса.
- 26 червня — Сунтон Пу, тайський поет, вважається найвидатнішим поетом Таїланду.

## Померли
- 26 грудня — Гаспаро Гоцці, італійський поет та критик.